# Новотроицк (городской округ)
Новотро́ицк или го́род Новотро́ицк — административно-территориальная единица (город) и одноимённое муниципальное образование (городской округ) в Оренбургской области Российской Федерации.
Административный центр — город Новотроицк.

## История
Статус и границы городского округа установлены Законом Оренбургской области от 2 сентября 2004 года № 1424/211-III-ОЗ «О наделении муниципальных образований Оренбургской области статусом муниципального района, городского округа, городского поселения, установлении и изменении границ муниципальных образований».

## Население
| 2002    | 2003     | 2004     | 2009     | 2010     | 2012     | 2013     | 2014     | 2015    |
| ------- | -------- | -------- | -------- | -------- | -------- | -------- | -------- | ------- |
| 113 577 | ↘113 300 | ↘113 000 | ↘108 980 | ↘105 367 | ↘103 781 | ↘102 340 | ↘100 758 | ↘98 755 |
| 2016    | 2017     | 2018     | 2019     | 2020     | 2021     | 2024     | 2025     |         |
| ↘96 935 | ↘95 139  | ↘93 258  | ↘91 531  | ↘90 209  | ↘81 035  | ↘79 410  | ↘78 871  |         |

## Состав городского округа
В состав городского округа входят 10 населённых пунктов:
| №  | Населённый пункт    | Тип населённого пункта        | Население |
| -- | ------------------- | ----------------------------- | --------- |
| 1  | 213 «А»             | разъезд                       | 80        |
| 2  | Аккермановка        | посёлок                       | ↗1614     |
| 3  | Губерля             | станция                       | 906       |
| 4  | Крык-Пшак           | посёлок                       | 268       |
| 5  | Новоникольск        | село                          | 345       |
| 6  | Новорудный          | посёлок                       | ↘1490     |
| 7  | Новотроицк          | город, административный центр | ↘73 994   |
| 8  | Пригорное           | село                          | 745       |
| 9  | Старая Аккермановка | посёлок                       | 45        |
| 10 | Хабарное            | село                          | 1701      |